# روسولا داكنة
روسولا داكنة (الاسم العلمي: Russula obscura) هي نوع من الفطريات تتبع جنس الروسولا من الفصيلة الروسولية.